# Граматична форма
Граматична форма слова — це засіб вираження граматичного значення, показник граматичних значень. Найчастіше виражає одне граматичне значення або й кілька якась морфема, наприклад: закінчення -и в іменника в українській мові (може бути родовий відмінок однини (доро́ги) і називний відмінок множини (батьки́, дороги́)), -s в дієслів у англійській (третя особа однини теперішній час (reads, writes)).
Проте не можна ототожнювати граматичну форму з морфемою — вона визначається з усього слова  взагалі. Прикладами граматичних форм можуть бути закінчення (пиш-у, несл-а), афікси (розоряти — розорити), наголос (голови́ — го́лови), службові слова (пішов би, через ліс), суплетивні форми (брати — взяти), порядок слів у реченні (Сміх викликає гнів. — Гнів викликає сміх.), чергування звуків (перемога — перемозі), чи взагалі контекст (Голова зборів сказала).
Граматичне значення і граматична форма нероздільні: не може бути граматичного значення, яке б не виражалося граматичною формою, і навпаки, немає таких граматичних форм, які не виражали б певного граматичного значення. Граматичне значення і граматична форма взаємно зумовлені і визначають одне одне, тому граматична форма становить єдність граматичних значень слова і способів його вираження.